# Boyd Holbrook
Robert Boyd Holbrook (Prestonsburg, 1 de setembro de 1981) é um ator e modelo americano. Seus trabalhos mais notáveis foram como Steve Murphy, agente da DEA, em Narcos, série da Netflix, William "Cap" Hatfield na minissérie Hatfields & McCoys, Kyle O'Shea em A Hospedeira, Donald Pierce em Logan e Quinn McKenna em O Predador, filme de 2018.

## Filmografia
| Ano  | Título original           | Título em português      | Papel           |
| 2008 | Milk                      | Milk: A Voz da Igualdade | Denton Smith    |
| 2013 | The Host                  | A Hospedeira             | Kyle O'Shea     |
| 2014 | The Skeleton Twins        | Irmãos Desastre          | Billy           |
| 2014 | Very Good Girls           | Garotas Inocentes        | David Avery     |
| 2015 | Run All Night             | Noite Sem Fim            | Danny Maguire   |
| 2017 | Logan                     | Logan                    | Donald Pierce   |
| 2018 | Predator                  | O Predador               | Quinn McKenna   |
| 2019 | In the Shadow of the Moon | Sombra Lunar             | Thomas Lockhart |